# CDC SCOPE
CDC SCOPE (акроним от англ. Supervisory Control Of Program Execution, Диспетчерское управление выполнением программ) — название ряда операционных систем компании Control Data Corporation, разработанных в 1960-х годах.

## Разновидности
- SCOPE для семейства компьютеров CDC 3000.
- SCOPE для семейства компьютеров CDC 6000.
- SCOPE и SCOPE-2 для CDC 7600/Cyber-76.

### SCOPE для CDC 6000
Эта разновидность была основана на оригинальной Chippewa Operating System. В начале 1970-х она была переименована в NOS/BE для использования на компьютерах серии CDC Cyber. Операционная система SCOPE была ориентирована на работу с файлами, используя устройства хранения данных и устройства с произвольным доступом к памяти. Она была спроектирована с целью задействования всех возможностей компьютеров семейства CDC 6000 и более полного раскрытия многоцелевых режимов работы всех частей компьютера. Основными задачами в SCOPE являлись управление выполнением задания, хранение присвоенных значений, выполнение сегментов программы и загрузка оверлеев. К её особенностям можно отнести обширные функции ввода-вывода и организацию и поддержку библиотеки программ. В ежедневный журнал в хронологическом порядке записывались все выполняемые задания и любые возникающие при этом проблемы. Для помощи в отладке были доступны дампы и карты распределения памяти. Под управлением SCOPE могли работать множество ассемблеров (COMPASS), компиляторов (ALGOL, FORTRAN, COBOL) и обслуживающих программ (SORT/MERGE, PERT/TIME, EXPORT/IMPORT, RESPOND, SIMSCRIPT, APT, OPTIMA и др.)